# Phoenix Solar
Phoenix Solar AG è un'azienda fotovoltaica tedesca impegnata nel mercato dei Sistemi Integrati. Precisamente, l'azienda progetta, costruisce e mette in opera grandi centrali elettriche fotovoltaiche ed è grossista specializzato di sistemi fotovoltaici, moduli solari ed apparecchiature correlate.

## Storia
La Phoenix Solar AG nasce da un'iniziativa del “Bund der Energieverbraucher e.V” (Italiano: “Cooperativa Utenti di Energia”), nata originariamente nel 1994. L'azienda è stata ufficialmente fondata il 18 novembre 1999 ed il 7 gennaio 2000 è entrata nel registro commerciale delle imprese. Durante il Meeting Generale Annuale, il 25 maggio del 2007, gli azionisti hanno approvato il cambio di nome da "Phönix SonnenStrom AG" a "Phoenix Solar AG". La Phoenix Solar AG ha il suo quartier generale a Sulzemoos, nordest di Monaco di Baviera, Germania, i suoi uffici commerciali in Germania e sussidiarie in Italia, Spagna, Grecia, Singapore ed Australia.
Fin dal 18 novembre 2004, la "Phoenix SonnenAktie" (le azioni della società) sono state scambiate sul Mercato Over the Counter (OTC) a Monaco di Baviera, Francoforte, Berlino / Brema e Stoccarda. Con l'avvio dello scambio di azioni sul M: access exchange (un segmento della borsa di Monaco di Baviera dedicato alle piccole e medie imprese) il 27 luglio 2005, la Phoenix Solar AG ha avuto accesso a capitale aggiuntivo e ad una più ampia audience di investitori. Il 27 giugno del 2006 le azioni Phoenix sono state ufficialmente inserite e scambiate sulla Borsa di Francoforte (Prime Standard). Fin dal marzo 2008, le azioni Phoenix Solar sono parte costituente anche dell'indice del mercato TecDAX.